# Musikjahr 1922
Liste der Musikjahre

◄◄ | ◄ | 1918 | 1919 | 1920 | 1921 | Musikjahr 1922 | 1923 | 1924 | 1925 | 1926 | ► | ►►

Weitere Ereignisse
Dieser Artikel behandelt das Musikjahr 1922.

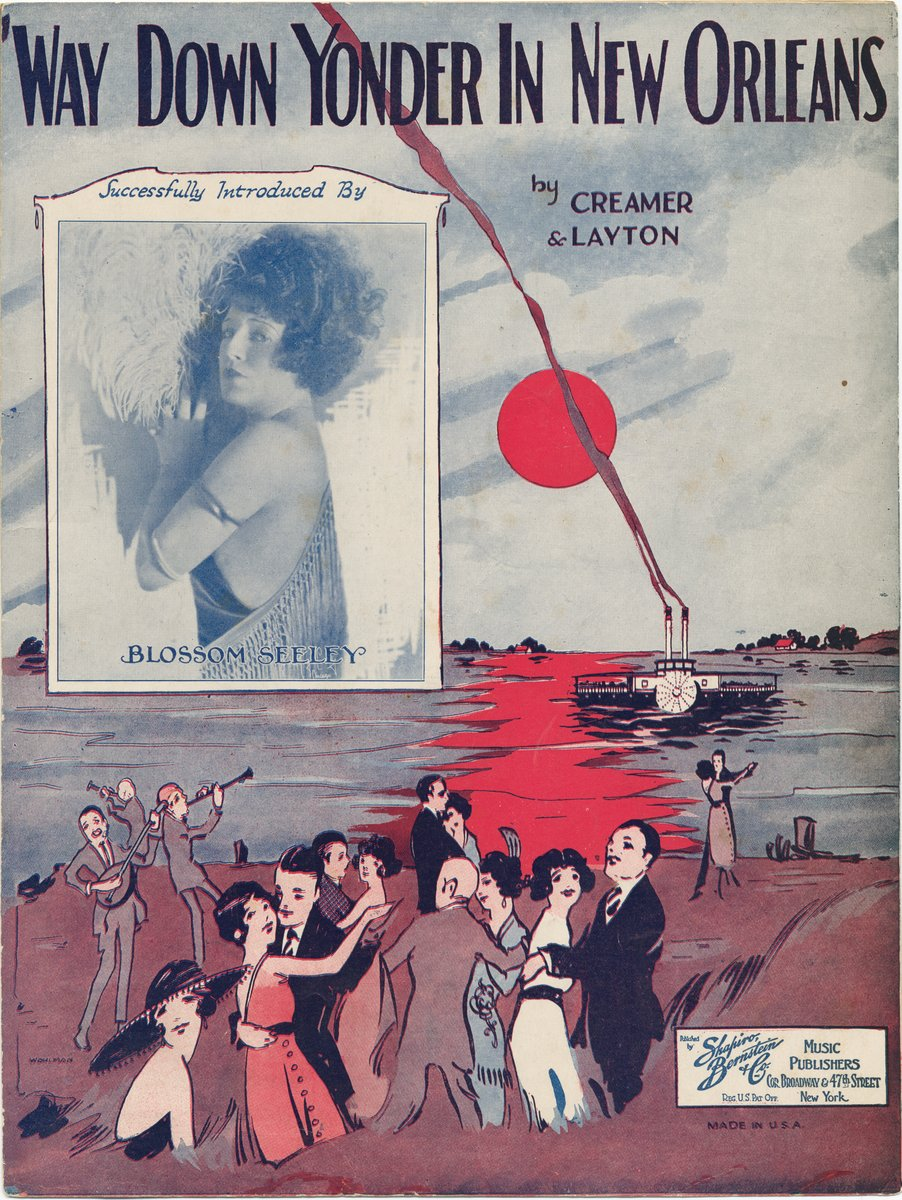
Way Down Yonder in New Orleans – Notenausgabe von 1922

## Ereignisse
- 11. Juli: Das Hollywood Bowl, eines der größten natürlichen Amphitheater der Welt, wird eröffnet.
- 10. August: Am Vorabend des Verfassungstages erklärt Reichspräsident Friedrich Ebert das Lied der Deutschen zur Nationalhymne des Deutschen Reiches.
- Thorvald Aagaard, Thomas Laub, Carl Nielsen und Oluf Ring (1884–1946) redigieren gemeinsam das dänische Folkehøjskolens Melodibog (Melodienbuch für die Volkshochschule).[1]

## Instrumentalmusik
- Béla Bartók: 2. Sonate für Violine und Klavier
- George Enescu: Pièce sur le nom de Fauré (Klaviermusik)
- Gabriel Fauré: Cellosonate Nr. 2 g-moll op. 117 Uraufführung am 13. Mai
- Paul Hindemith: Die junge Magd (Lieder nach Georg Trakl), op. 23 Nr. 2, und Sonate für Viola solo, op. 25 Nr. 1.
- Erich Wolfgang Korngold: Streichquartett Nr. 1 A-Dur op. 16
- Ludolf Nielsen: Waldwanderung, Suite op. 40
- Sergei Sergejewitsch Prokofjew: Marsch und Scherzo aus Die Liebe zu den drei Orangen, op. 33
- Maurice Ravel: Sonate für Violine und Violoncello
- Ralph Vaughan Williams: Pastoral Symphony, (Sinfonie Nr. 3)

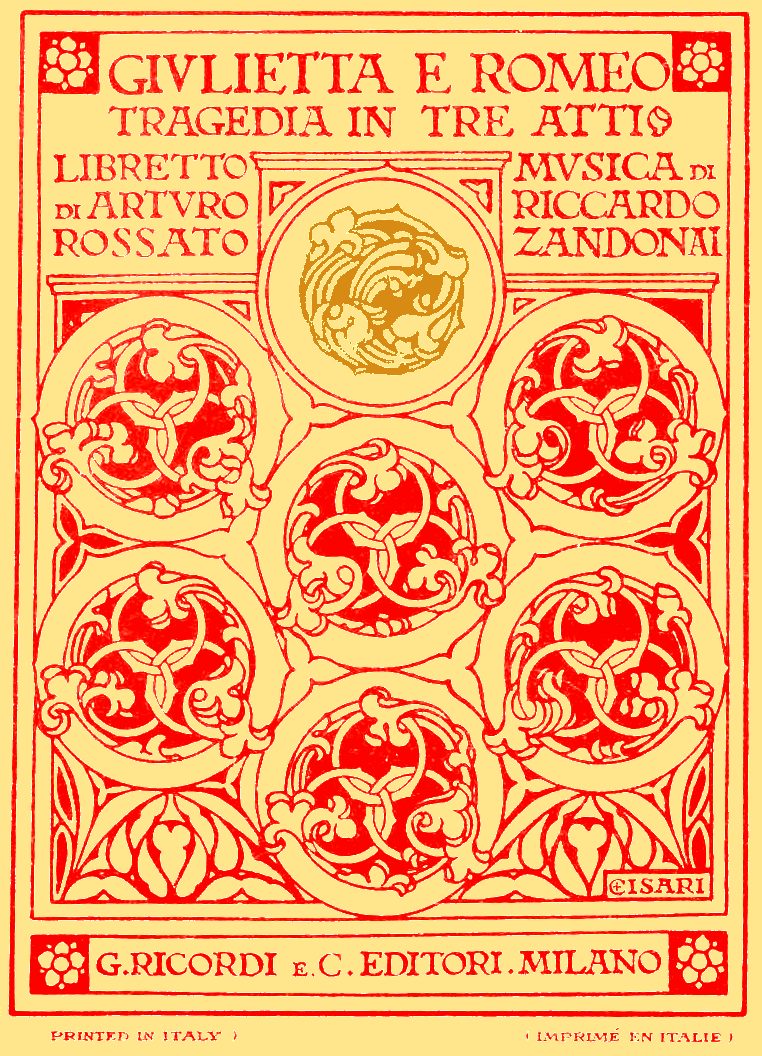
Riccardo Zandonai – Giulietta e Romeo – Titelblatt des Librettos, 1922

## Musiktheater
- 22. Januar: Die Uraufführung der einaktigen Operette Frühling von Franz Lehár auf das Libretto von Rudolf Eger findet im Kabarett Hölle im Theater an der Wien in Wien statt. Lehárs letzte Kurzoperette wird weitaus erfolgreicher als ihre Vorgänger. Musikalisch sind in der Operette Zitate von Mozart und Franz Schubert zu hören.
- 14. Februar: Die Oper  Giulietta e Romeo von Riccardo Zandonai mit einem Libretto von Arturo Rossato und Nicola D’Atrin nach den Vorlagen von Shakespeares Tragödie Romeo und Julia hat ihre Uraufführung am Teatro Costanzi in Rom. Der Komponist dirigiert das Werk selbst, das zu einem grandiosen Publikumserfolg wird, während die Kritiker das Stück eher ablehnen.
- 11. März: Uraufführung der Operette Lady Chic von Walter Kollo im Neuen Operettentheater, Berlin
- 18. März: Uraufführung der romantischen Oper Der Turm des Wojwoden von Ernst von Dohnányi in Budapest
- 26. März: Die Uraufführung der Oper Sancta Susanna von Paul Hindemith unter der Leitung von Ludwig Rottenberg am Opernhaus Frankfurt am Main gerät zum Skandal wegen des als gotteslästerlich empfundenen Textes von August Schramm.
- 15. April: Die Uraufführung der Operette Verliebte Leute von Eduard Künneke mit dem Libretto von Herman Haller und Fritz Oliven findet am Theater am Nollendorfplatz in Berlin statt.
- 10. Mai: Die Oper Venus von Othmar Schoeck mit dem Libretto von Armin Rüeger, angeregt durch eine Novelle von Prosper Mérimée, hat ihre Uraufführung in Zürich am Stadttheater.
- 12. Mai: Die Uraufführung der Operette Frasquita von Franz Lehár erfolgt am Theater an der Wien in Wien. Das Libretto stammt von Alfred Maria Willner und Heinz Reichert.
- 19. Mai: Die Oper Nacht der Seelen von Ernst Viebig (Musik) mit einem Libretto von Clara Viebig wird in Aachen uraufgeführt.
- 28. Mai: Uraufführung der Oper Der Zwerg von Alexander von Zemlinsky in Köln
- 03. Juni: An der Pariser Oper wird die Oper Mavra von Igor Strawinsky uraufgeführt. Das Libretto von Boris Jewgenjewitsch Kochno basiert auf der Verserzählung Das Häuschen in Kolomna von Alexander Sergejewitsch Puschkin.
- 28. August: Uraufführung der Oper Blue Monday (Opera à la Afro-American) von George Gershwin im Globe Theatre am Broadway
- 09. September: Uraufführung der Operette Madame Pompadour von Leo Fall am Berliner Theater

Weitere Bühnenwerksuraufführungen

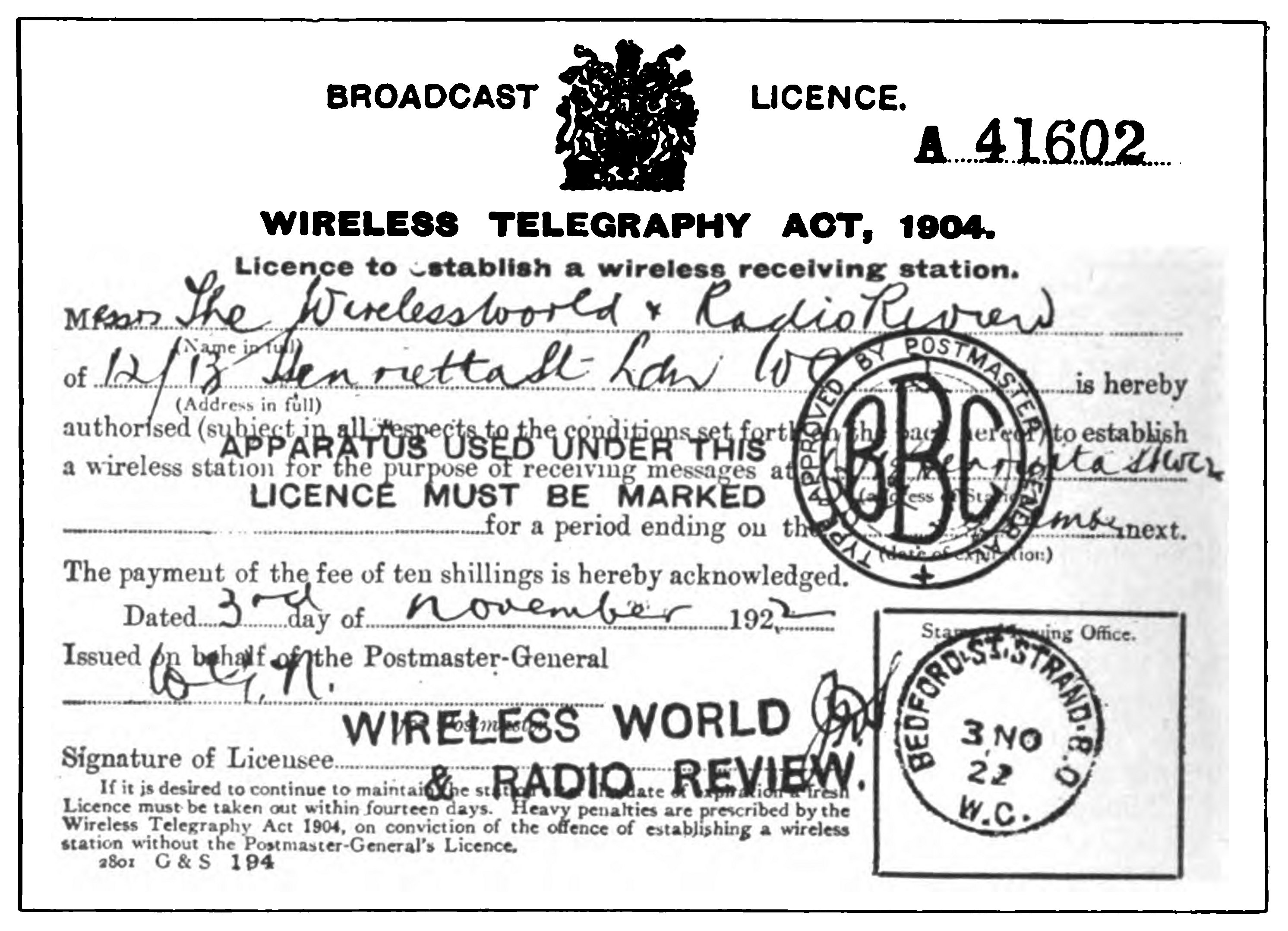
Lizenz für einen Radioempfänger, die am 3. November 1922 von der britischen Post erteilt wurde.

- Paul Hindemith: Der Dämon op. 28, und Tuttifäntchen, Weihnachtsmärchen.
- Leo Fall: Die Straßensängerin (Operette)
- Oskar Nedbal: Sedlák Jakub (Oper)
- Jan Brandts Buys: Der Mann im Mond (Oper)
- Jules Massenet: Amadis (Oper)

## Gründungen
- 18. Oktober: Die British Broadcasting Company wird in London von britischen und amerikanischen Elektrogeräteherstellern zur gemeinsamen Absatzsteigerung von Rundfunkgeräten durch Angebot eines Rundfunkprogramms als Kapitalgesellschaft mit einem Startkapital von 60.006 Pfund gegründet.

## Neuveröffentlichungen (Auswahl)

### Lieder und Kompositionen
| Lied                         | Text                              | Musik                      | Erstinterpret         | Label         | Veröffentlichung | Genre             | Weitere Informationen |
| ---------------------------- | --------------------------------- | -------------------------- | --------------------- | ------------- | ---------------- | ----------------- | --------------------- |
| Chicago (That Toddling Town) | Fred Fisher                       | Fred Fisher                | Ben Selvin            |               | Juli 1922        | Pop               | Tin-Pan-Alley-Lied    |
| Do It Again                  | Buddy DeSylva                     | George Gershwin            | Irène Bordoni         |               | 1922             | Pop, Jazz         |                       |
| Heute spielt der Uridil      | Robert Katscher, Hermann Leopoldi | Oskar Virag, Oskar Steiner |                       |               | 1922             | Foxtrott-Schlager |                       |
| Runnin’ Wild                 | Joe Grey, Leo Wood                | Arthur Harrington Gibbs    | Original Memphis Five | Regal Records | 1922             | Jazz, Pop         | Jazzstandard          |

## Geboren

### Januar bis März
- 01. Januar: Bobby Capó, puerto-ricanischer Sänger und Komponist († 1989)
- 01. Januar: Andrzej Hiolski, polnischer Sänger († 2000)
- 02. Januar: Eddie Zack, US-amerikanischer Country-Musiker († 2002)
- 04. Januar: Frank Wess, US-amerikanischer Jazz-Saxophonist († 2013)
- 06. Januar: Jim Milan, US-amerikanischer Jazzmusiker († 2023)
- 06. Januar: Roberto Rufino, argentinischer Tangosänger, -dichter und -komponist († 1999)

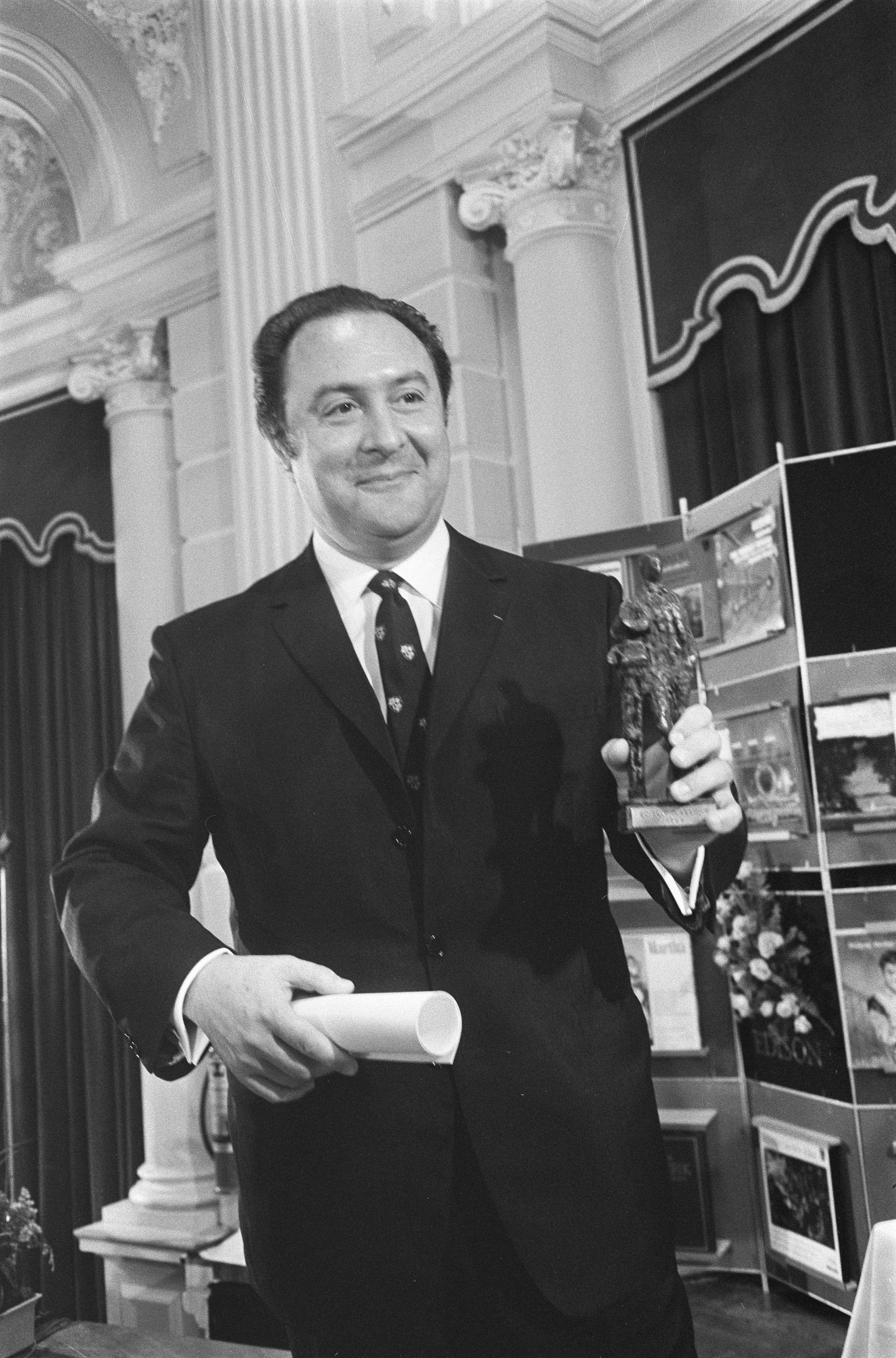
Jean-Pierre Louis Rampal; * 7. Januar

- 07. Januar: Jean-Pierre Louis Rampal, französischer Flötist († 2000)
- 13. Januar: Mounir Mourad, ägyptischer Schauspieler, Komponist und Sänger († 1981)
- 18. Januar: Johnny Costa, US-amerikanischer Jazzmusiker (Piano, Orgel, Komposition, Arrangement) († 1996)
- 20. Januar: Ray Anthony, US-amerikanischer Bandleader, Liedermacher und Schauspieler
- 22. Januar: José Luis Caballero, mexikanischer Sänger († 2009)
- 22. Januar: Sylvia Rexach, puerto-ricanische Sängerin, Komponistin und Songwriterin († 1961)
- 23. Januar: Gerhard Bosse, deutscher Geiger und Dirigent († 2012)
- 31. Januar: Max Heider, deutscher Dirigent († 1975)
- 01. Februar: Renata Tebaldi, italienische Sopransängerin († 2004)
- 02. Februar: André David, französischer Komponist († 2007)
- 04. Februar: Jochen Allihn, deutscher Dirigent und Komponist († 1994)
- 05. Februar: Jeanine Rueff, französische Komponistin († 1999)
- 08. Februar: Lotte Brott, kanadische Cellistin und Musikmanagerin († 1998)
- 09. Februar: Kathryn Grayson, US-amerikanische Schauspielerin und Sängerin († 2010)
- 10. Februar: Claire Monis, französische Sängerin, Schauspielerin, Widerstandskämpferin und jüdische Holocaustüberlebende († 1967)
- 12. Februar: Kay Rose, US-amerikanische Tontechnikerin († 2002)
- 15. Februar: Sleepy Jeffers, US-amerikanischer Country-Musiker († 1992)
- 15. Februar: Kurt Rapf, österreichischer Komponist, Dirigent und Organist († 2007)

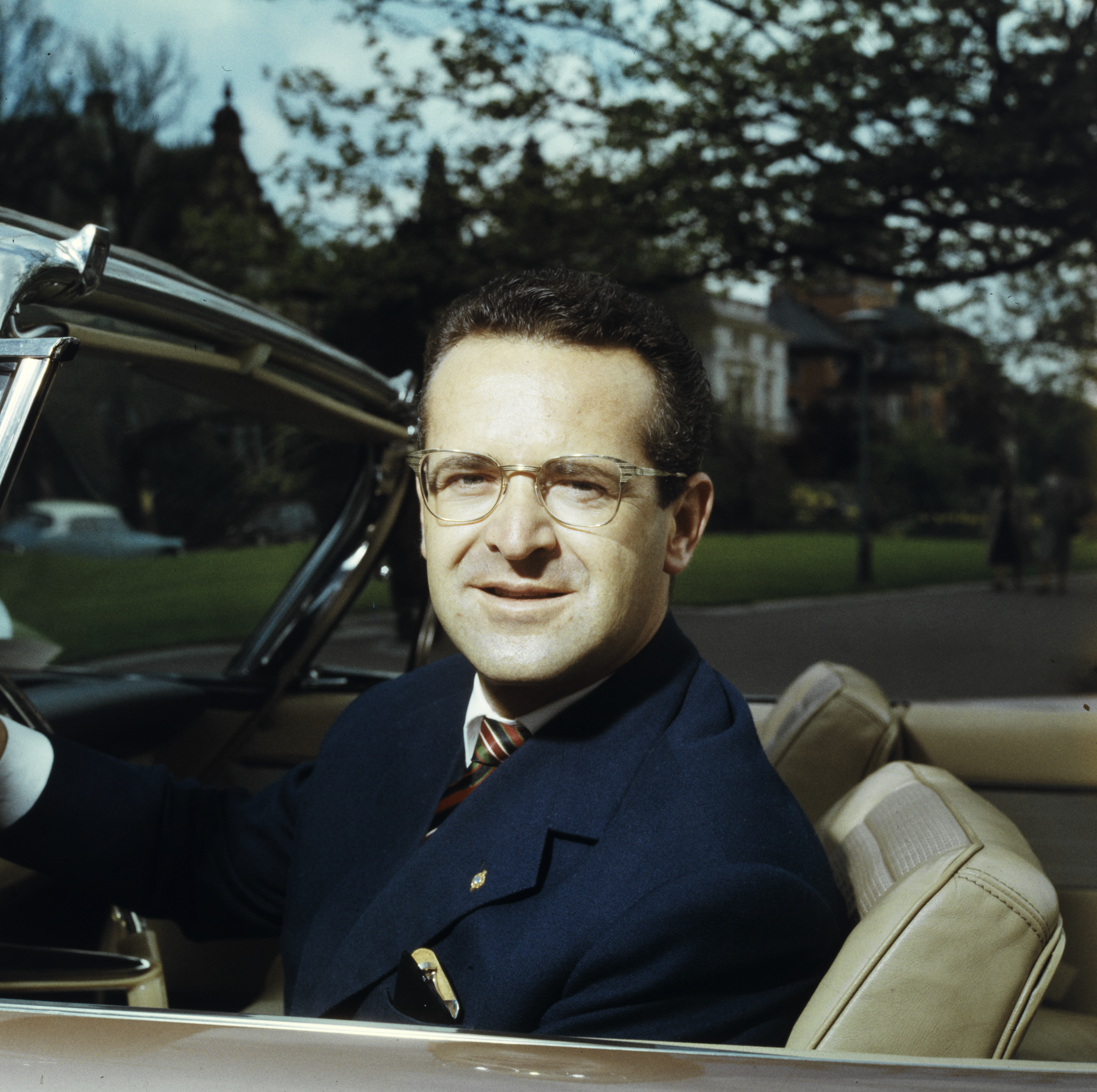
Hazy Osterwald; * 18. Februar

- 18. Februar: Hazy Osterwald, Schweizer Musiker († 2012)
- 19. Februar: Josef Matěj, tschechischer Posaunist und Komponist († 1992)
- 22. Februar: Andre Asriel, österreichisch-deutscher Komponist († 2019)
- 22. Februar: Virtue Hampton Whitted, US-amerikanische Jazzmusikerin (Gesang, Kontrabass) († 2007)
- 22. Februar: Vishnu Govind Jog, indischer Geiger († 2004)
- 01. März: Joe Baque, US-amerikanischer Jazzmusiker († 2022)
- 02. März: Antonín Závodný, tschechischer Komponist († 1990)
- 03. März: Kazimierz Serocki, polnischer Komponist († 1981)
- 04. März: Rolf Arland, deutscher Komponist († 2015)
- 04. März: Hubert Derrez, deutsch-niederländischer Heimatdichter und Komponist († 1996)
- 04. März: Xavier Turull i Creixell, katalanischer Violinist, Komponist und Musikpädagoge († 2000)
- 07. März: Elsbeth Plehn, deutsche Sängerin, Gesangspädagogin und Hochschullehrerin († 2001)
- 08. März: Chuck Murphy, US-amerikanischer Country- und Rockabilly-Musiker († 2001)
- 08. März: Rolando Valdés-Blain, US-amerikanischer Gitarrist († 2011)
- 10. März: Mary Dean, US-amerikanische Sängerin, Liedtexterin und Filmschauspielerin († 1995)
- 12. März: Else Berntsen Aas, norwegische Komponistin, Organistin und Chorleiterin († 2009)
- 14. März: Les Baxter, US-amerikanischer Orchesterleiter und Arrangeur († 1996)
- 15. März: Alberto Morán, argentinischer Tangosänger († 1997)
- 17. März: Willy Vaterlaus, Schweizer Jazz- und Unterhaltungsmusiker (Trompete)
- 22. März: Miguel Gustavo, brasilianischer Autor, Komponist, und Journalist († 1972)
- 24. März: King Pleasure, US-amerikanischer Jazzsänger († 1981)
- 31. März: George Fiala, kanadischer Komponist, Pianist und Organist († 2017)

### April bis Juni
- 01. April: Wolfgang Rennert, deutscher Dirigent († 2012)
- 02. April: Maria-Elisabeth Brockhoff, deutsche Musikwissenschaftlerin und Hochschullehrerin († 1996)
- 03. April: Doris Day, deutschamerikanische Schauspielerin und Sängerin († 2019)
- 04. April: Elmer Bernstein, US-amerikanischer Filmmusik-Komponist († 2004)
- 05. April: Harry Freedman, kanadischer Komponist, Englischhornist und Musikpädagoge († 2005)
- 05. April: Gale Storm, US-amerikanische Schauspielerin und Sängerin († 2009)
- 07. April: José Abrajim Elcure, kolumbianischer Pianist, Geiger und Komponist († 1986)
- 07. April: Kenneth Peacock, kanadischer Komponist, Musikwissenschaftler und Pianist († 2000)

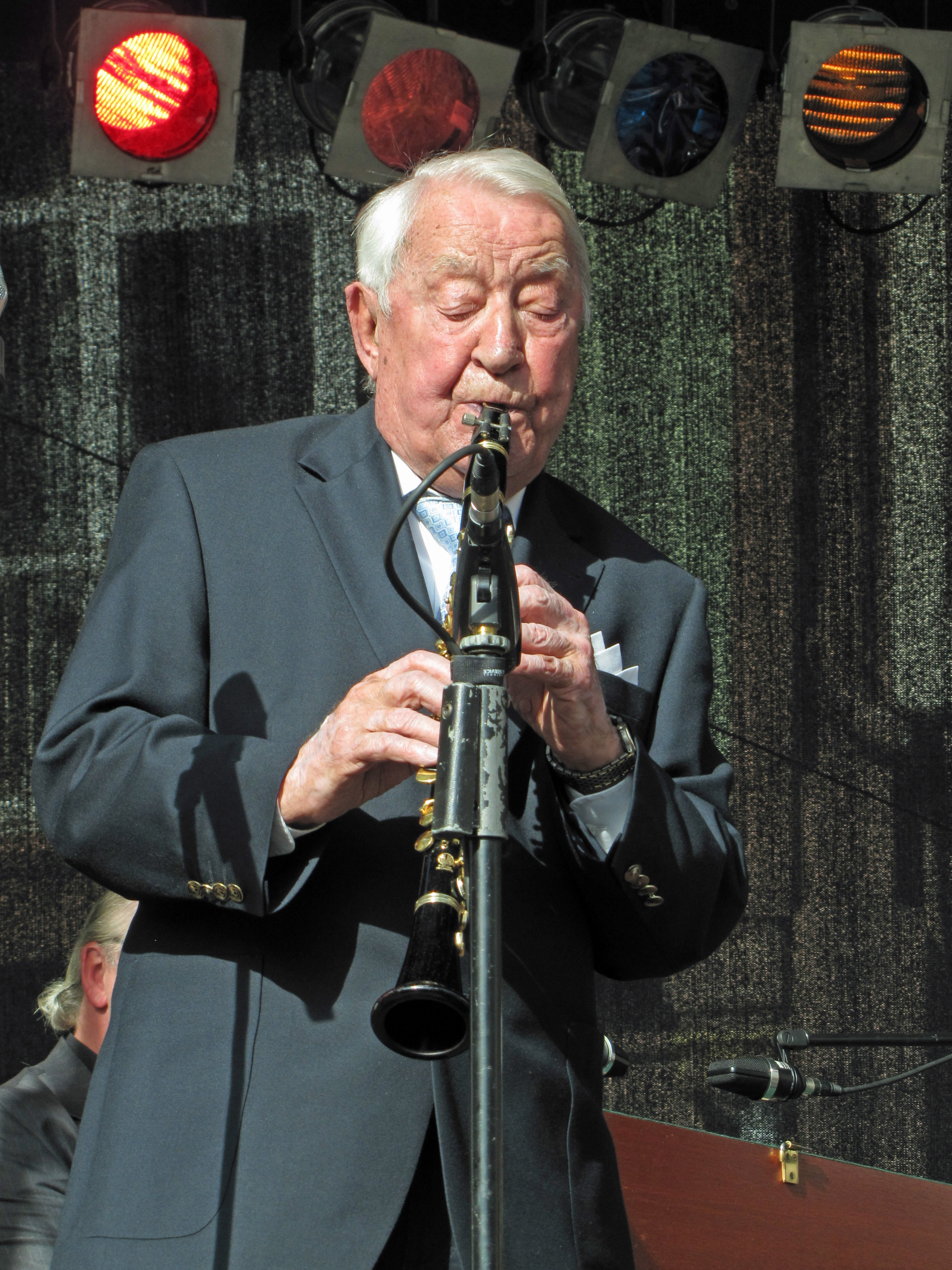
Hugo Strasser; * 7. April

- 07. April: Hugo Strasser, deutscher Klarinettist und Bandleader († 2016)
- 09. April: Dénes Zsigmondy, ungarischer Geiger († 2014)
- 10. April: John Brim, US-amerikanischer Blues-Musiker († 2003)
- 11. April: Aleksandar Iwanow Rajtschew, bulgarischer Komponist († 2003)
- 12. April: Edwin Thomas Astley, britischer Filmkomponist († 1998)
- 15. April: Jacques Normand, kanadischer Sänger und Entertainer († 1998)
- 16. April: Boby Lapointe, französischer Sänger († 1972)
- 18. April: Lord Kitchener, trinidadischer Komponist und Sänger († 2000)
- 19. April: Werner Cyprys, deutscher Sänger, Komponist, Liedtexter und Musikproduzent († 2000)
- 19. April: Glauco Masetti, italienischer Jazzmusiker († 2001)
- 21. April: Mundell Lowe, US-amerikanischer Jazzgitarrist († 2017)
- 21. April: Pierre Petit, französischer Komponist († 2000)
- 22. April: Elden C. Bailey, US-amerikanischer Schlagwerker und Hochschullehrer († 2004)

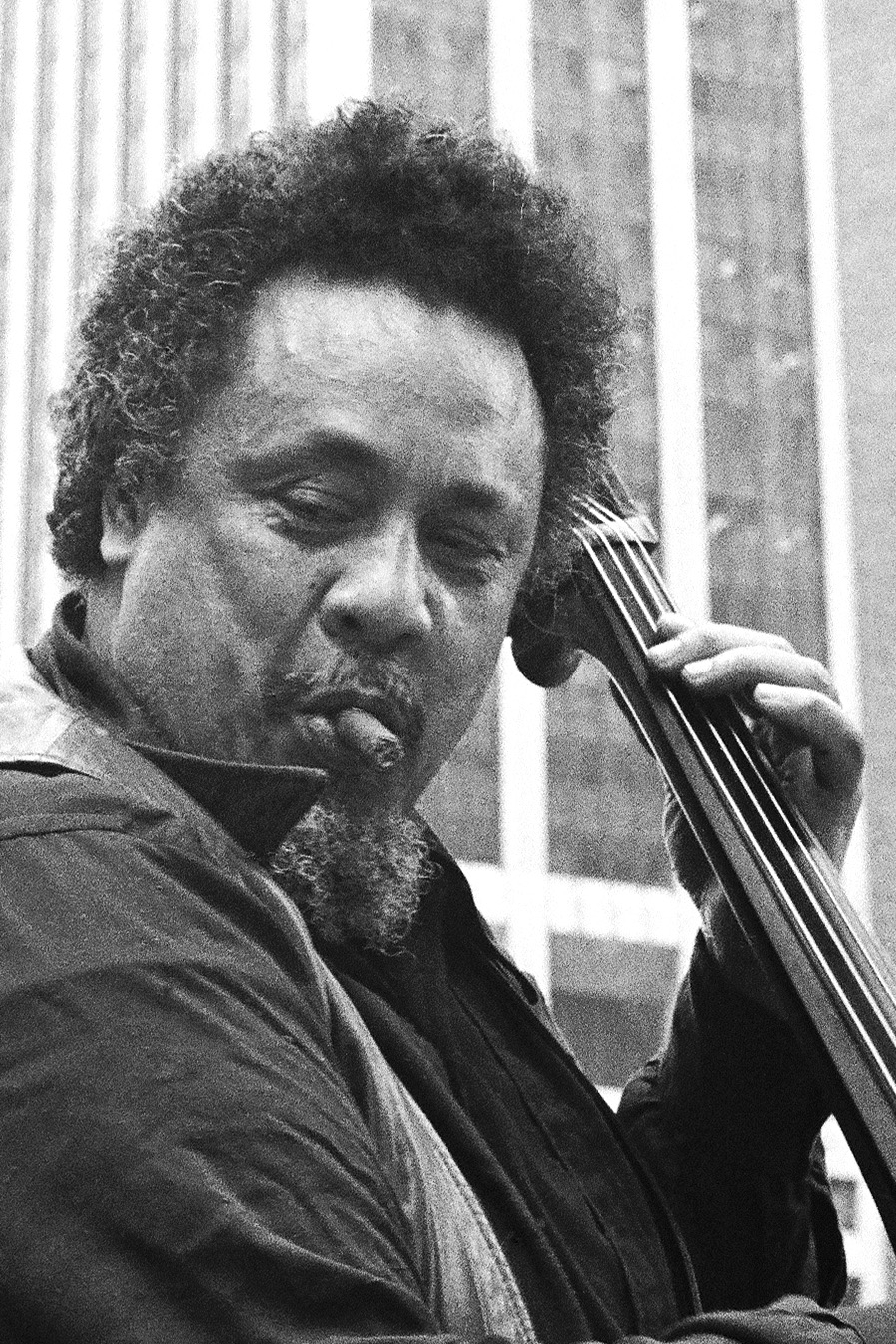
Charles Mingus; * 22. April

- 22. April: Charles Mingus, US-amerikanischer Jazzmusiker († 1979)
- 24. April: Matti Lehtinen, finnischer Opernsänger (Bariton) († 2022)
- 25. April: Lars Ulrich Abraham, deutscher Musiktheoretiker und Musikpädagoge († 2003)
- 27. April: Armando Laborde, argentinischer Tangosänger, -komponist und -dichter († 1996)

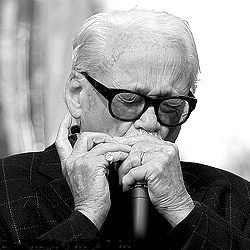
Toots Thielemans; * 29. April

- 29. April: Toots Thielemans, belgischer Jazzmusiker († 2016)
- 01. Mai: František Mužík, tschechischer Musikwissenschaftler († 1998)
- 02. Mai: Serge Reggiani, französischer Schauspieler und Chansonnier († 2004)
- 03. Mai: Jeanne Landry, kanadische Pianistin, Musikpädagogin und Komponistin († 2011)
- 10. Mai: Jacques Albrespic, französischer Komponist und Organist († 1987)
- 13. Mai: Beatrice Arthur, US-amerikanische Schauspielerin und Sängerin († 2009)
- 17. Mai: Tiny Powell, US-amerikanischer Gospel- und Bluessänger († 1984)
- 18. Mai: Werner Riepel, deutscher Schauspieler, Sänger und Hörspielsprecher († 2012)
- 18. Mai: Kai Winding, US-amerikanischer Jazzposaunist dänischer Herkunft († 1983)
- 20. Mai: Wally Heider, US-amerikanischer Tontechniker, Studiobesitzer und Musikproduzent († 1989)
- 21. Mai: Uroš Krek, slowenischer Komponist und Hochschullehrer († 2008)
- 24. Mai: Bekku Sadao, japanischer Komponist und Hochschullehrer († 2012)
- 25. Mai: Kitty Kallen, US-amerikanische Popsängerin († 2016)
- 00. Mai: José Ramírez III, spanischer Gitarrenbauer († 1995)
- 03. Juni: Iván Patachich, ungarischer Komponist und Dirigent († 1993)
- 06. Juni: Iain Hamilton, schottischer Komponist und Musikpädagoge († 2000)
- 07. Juni: Bob Martin, österreichischer Sänger und Musiker († 1998)
- 09. Juni: Gösta Theselius, schwedischer Jazzmusiker (Piano, Saxophon, Arrangement, Komposition) († 1976)

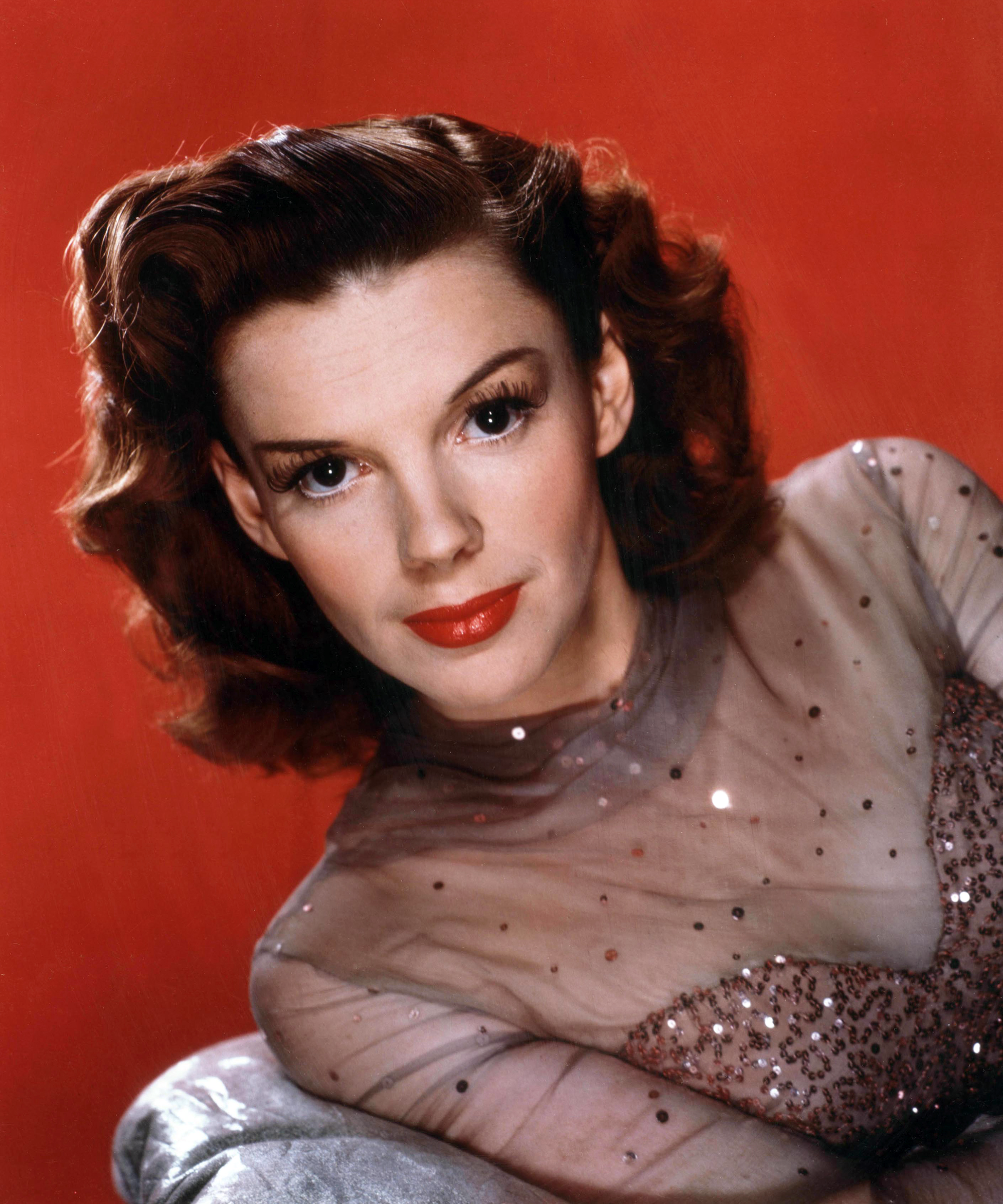
Judy Garland; * 10. Juni

- 10. Juni: Judy Garland, US-amerikanische Filmschauspielerin und Sängerin († 1969)
- 10. Juni: Jürgen Wilbrandt, deutscher Komponist und Musikpädagoge († 2019)
- 12. Juni: Della Griffin, US-amerikanische Jazzsängerin und Schlagzeugerin († 2022)
- 15. Juni: Jaki Byard, US-amerikanischer Jazzmusiker († 1999)
- 17. Juni: Kelsey Jones, kanadischer Komponist, Cembalist, Pianist, Organist, Dirigent und Musikpädagoge († 2004)
- 18. Juni: Claude Helffer, französischer Pianist († 2004)
- 19. Juni: Mousey Alexander, US-amerikanischer Jazzschlagzeuger († 1988)
- 22. Juni: Juan Amenábar, chilenischer Komponist († 1999)
- 22. Juni: Lore Wissmann, deutscher Sopran († 2007)
- 24. Juni: Manny Albam, Jazz-Baritonsaxophonist und Arrangeur († 2001)
- 27. Juni: Hildegard Krämer, deutsche Balletttänzerin und Choreografin († 2021)
- 27. Juni: George Walker, US-amerikanischer Komponist und Musikpädagoge († 2018)
- 30. Juni: Gilles Lefebvre, kanadischer Geiger († 2001)

### Juli bis September
- 01. Juli: Jiří Ropek, tschechischer Organist, Komponist und Musikpädagoge († 2005)
- 05. Juli: Oscar Larroca, argentinischer Tangosänger († 1976)
- 06. Juli: Bessie Griffin, US-amerikanische Gospelsängerin († 1989)
- 09. Juli: Miguel Montero, argentinischer Tangosänger († 1975)
- 11. Juli: Marie-Thérèse Ibos, französische Geigerin († 2011)

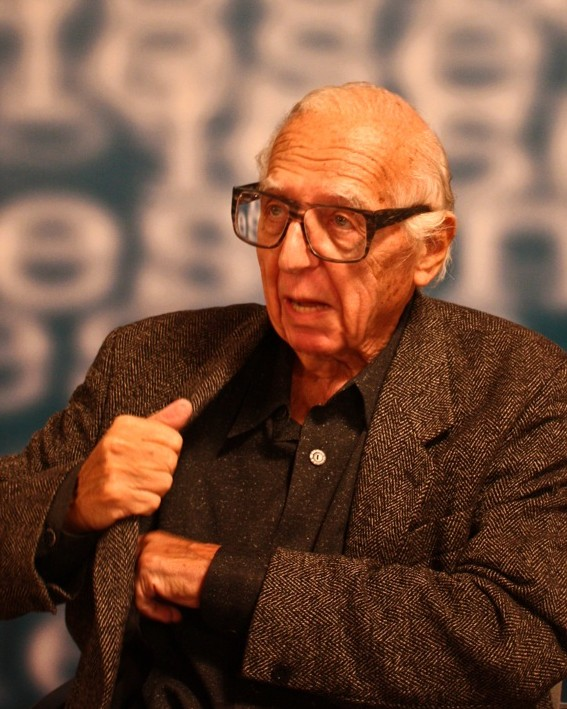
Georg Kreisler; * 18. Juli

- 18. Juli: Georg Kreisler, österreichischer Kabarettist, Komponist, Satiriker und Schriftsteller († 2011)
- 20. Juli: Aníbal Arias, argentinischer Gitarrist († 2010)
- 20. Juli: Joachim-Ernst Berendt, deutscher Musikjournalist und -kritiker († 2000)
- 20. Juli: Ernie Wilkins, US-amerikanischer Jazzmusiker († 1999)
- 21. Juli: Kay Starr, US-amerikanische Jazz- und Pop-Sängerin († 2016)
- 23. Juli: Peter Reinhold, deutscher Maler und Grafiker († 2004)
- 24. Juli: Bernard Huijbers, niederländischer Komponist, Kirchenmusiker und Jesuit († 2003)
- 24. Juli: Bernard Ładysz, polnischer Opernsänger († 2020)
- 24. Juli: Marion Scott, US-amerikanische Tänzerin, Choreographin und Tanzpädagogin († 2008)
- 25. Juli: Elisa Soteldo, venezolanische Sängerin, Pianistin und Musikpädagogin († 2016)
- 26. Juli: Gérard Calvi, französischer Filmkomponist († 2015)
- 26. Juli: Andrzej Koszewski, polnischer Komponist, Musikwissenschaftler und -pädagoge († 2015)
- 30. Juli: Zbigniew Wiszniewski, polnischer Komponist und Musikpädagoge († 1999)
- 03. August: Tom Kines, kanadischer Folk-Sänger, Volksmusiksammler und Multiinstrumentalist († 1994)
- 11. August: Ron Grainer, australischer Komponist († 1981)
- 15. August: Christo Bajew, bulgarischer Opern- und Operettensänger († 1983)
- 15. August: Peter Berkos, US-amerikanischer Toningenieur († 2024)
- 15. August: Lukas Foss, US-amerikanischer Komponist und Dirigent († 2009)
- 15. August: Boris Sichkin, russisch-amerikanischer Schauspieler, Tänzer und Choreograph († 2002)
- 17. August: Arne Astrup, dänischer Jazzmusiker und Diskograph († 2005)
- 19. August: Pawel Kusmitsch Ajedonizki, sowjetischer Arzt und Komponist († 2003)
- 20. August: Karl Götz, deutscher Pianist, Bandleader und Schlagerkomponist († 1993)

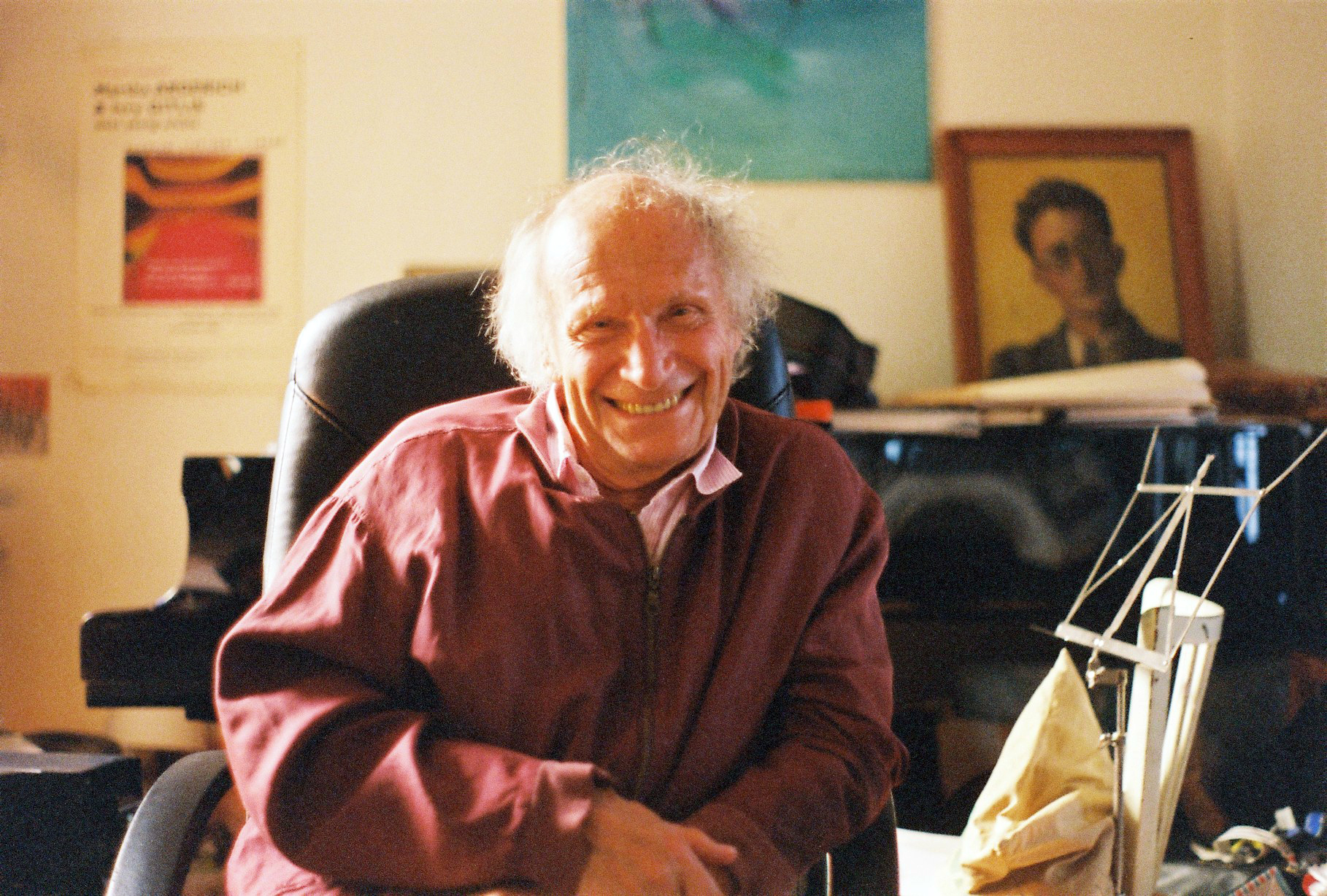
Ivry Gitlis; * 25. August

- 25. August: Ivry Gitlis, israelisch-französischer Violinist († 2020)
- 26. August: Lasar Nikolow, bulgarischer Komponist († 2005)
- 27. August: Robert Dauber, deutscher Cellist und Komponist († 1945)
- 30. August: İlham Gençer, türkischer Jazzmusiker und Hörfunkmoderator († 2023)
- 02. September: Paul Horn, deutscher Kirchenmusiker, Organist, Komponist und Musikwissenschaftler († 2016)
- 03. September: Salli Terri, US-amerikanische Sängerin und Gesangspädagogin († 1996)
- 05. September: Françoise Aubut, kanadische Organistin und Musikpädagogin († 1984)
- 08. September: Ohan Durjan, armenischer Dirigent und Komponist († 2011)
- 10. September: Yma Sumac, peruanische Sängerin († 2008)
- 11. September: Esther Master, kanadische Pianistin und Musikpädagogin († 2022)
- 13. September: Charles Brown, US-amerikanischer Blues-Sänger und -Pianist († 1999)
- 16. September: Wendelin Müller-Blattau, deutscher Musikwissenschaftler († 2004)
- 16. September: Janis Paige, US-amerikanische Schauspielerin und Sängerin († 2024)
- 17. September: Radu Aldulescu, rumänischer Cellist († 2006)
- 17. September: Karl Kaufhold, deutscher Komponist, Dirigent und Organist († 2015)
- 20. September: Pierre Barbizet, französischer Pianist und Musikpädagoge († 1990)
- 20. September: William Kapell, US-amerikanischer Pianist († 1953)
- 22. September: Yvette Horner, französische Akkordeonistin († 2018)
- 23. September: Louise Latham, US-amerikanische Schauspielerin († 2018)
- 24. September: Meche Barba, mexikanische Schauspielerin und Tänzerin († 2000)
- 24. September: Theresa Merritt, US-amerikanische Musicaldarstellerin und Filmschauspielerin († 1998)
- 29. September: Hans Otto, deutscher Organist und Kantor († 1996)

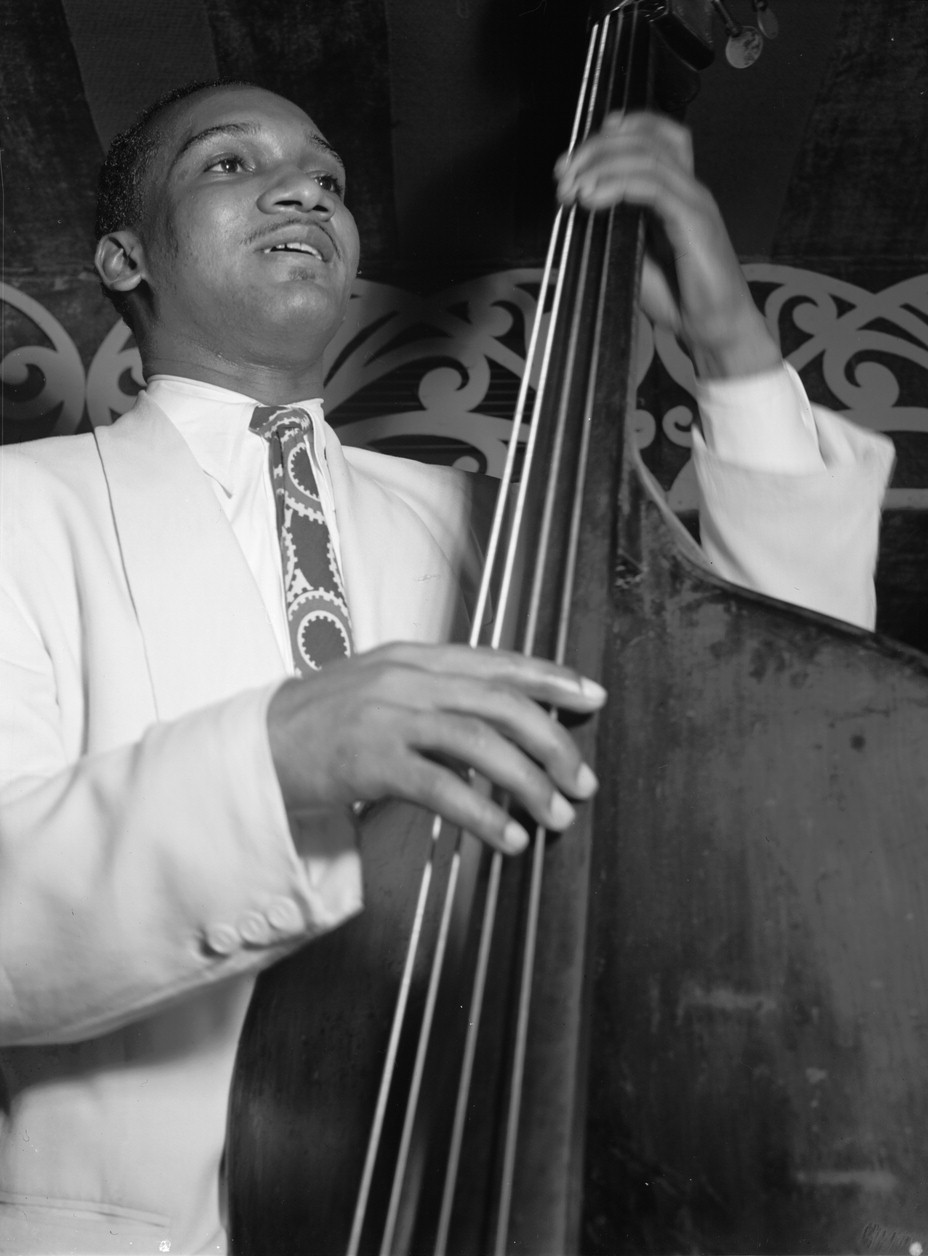
Oscar Pettiford; * 30. September

- 30. September: Oscar Pettiford, US-amerikanischer Musiker († 1960)

### Oktober bis Dezember
- 01. Oktober: Héctor Campos-Parsi, puerto-ricanischer Komponist († 1998)
- 01. Oktober: Rafael Masella, kanadischer Klarinettist, Musikpädagoge und Komponist († 2006)
- 01. Oktober: Matsushita Shin’ichi, japanischer Komponist († 1990)
- 02. Oktober: Otmar Mácha, tschechischer Komponist († 2006)
- 03. Oktober: Paul Cohen, US-amerikanischer Jazzmusiker († 2021)
- 07. Oktober: Martha Stewart, US-amerikanische Sängerin und Schauspielerin († 2021)
- 08. Oktober: Stefania Woytowicz, polnische Sängerin († 2005)
- 09. Oktober: Olga Guillot, kubanische Sängerin († 2010)
- 09. Oktober: Lee Wilde, US-amerikanische Schauspielerin und Sängerin († 2015)
- 10. Oktober: Reine Flachot, französische Cellistin († 1998)
- 10. Oktober: Lyn Wilde, US-amerikanische Schauspielerin und Sängerin († 2016)
- 13. Oktober: Gilberto Mendes, brasilianischer Komponist († 2016)
- 15. Oktober: Lorraine Gordon, US-amerikanische Jazzclubbesitzerin († 2018)

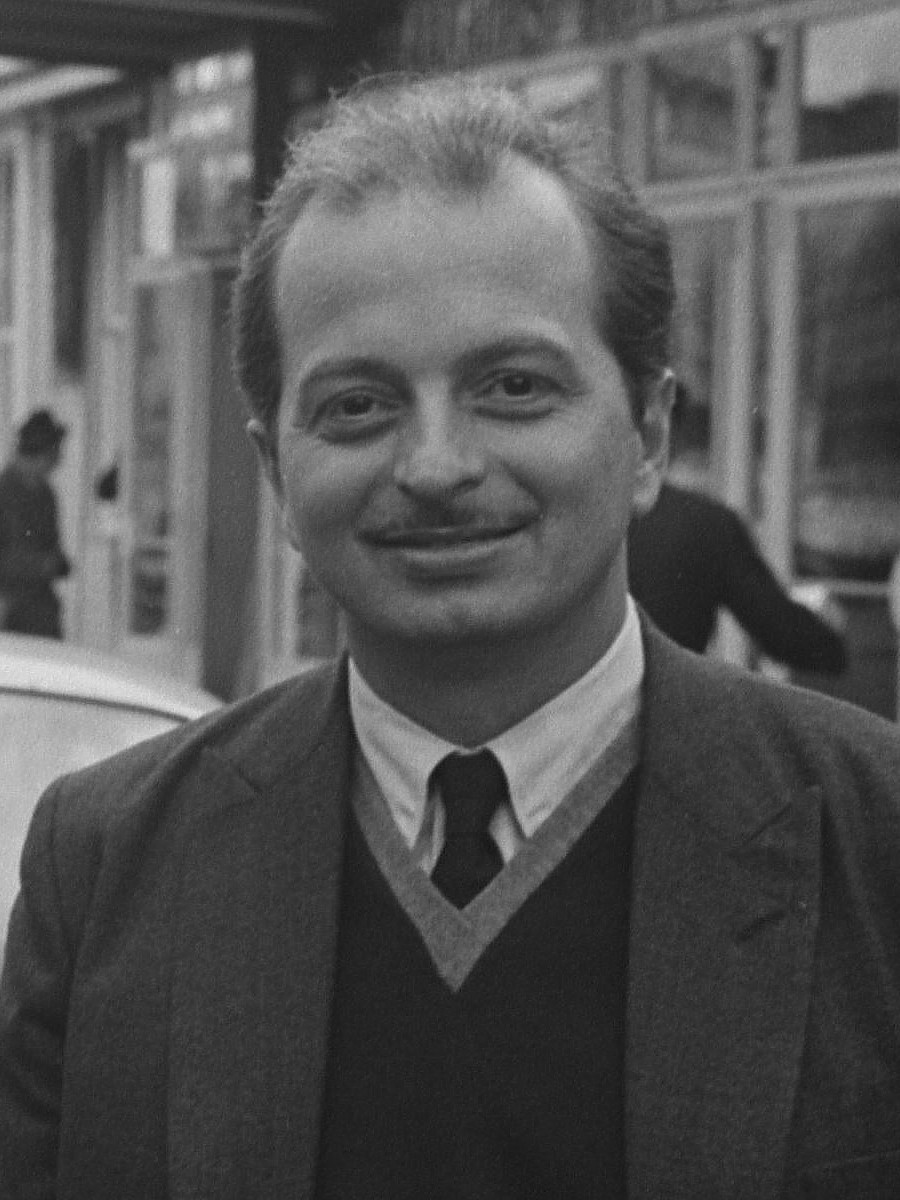
Luiz Bonfa; * 17. Oktober

- 17. Oktober: Luiz Bonfá, brasilianischer Komponist und Gitarrist († 2001)
- 18. Oktober: Camillo Togni, italienischer Komponist, Pianist und Musikpädagoge († 1993)
- 22. Oktober: Tadeusz Machl, polnischer Komponist, Organist und Musikpädagoge († 2003)

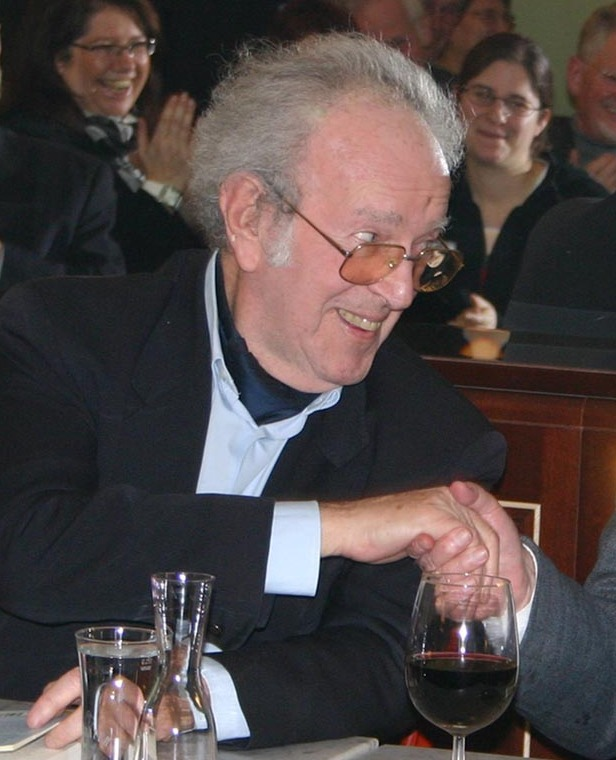
Gerhard Bronner; * 23. Oktober

- 23. Oktober: Gerhard Bronner, österreichischer Komponist, Musiker und Kabarettist († 2007)
- 27. Oktober: Poul Bundgaard, dänischer Schauspieler und Sänger († 1998)
- 27. Oktober: Victoria Santa Cruz, afroperuanische Choreografin, Komponistin und Aktivistin († 2014)
- 28. Oktober: Silvia De Grasse, panamaische Sängerin († 1978)
- 28. Oktober: Miguel Ángel Hurtado Delgado, peruanischer Lehrer, Journalist, Musiker und Komponist († 1951)
- 28. Oktober: Gershon Kingsley, deutsch-amerikanischer Komponist († 2019)
- 29. Oktober: Neal Hefti, US-amerikanischer Jazzmusiker († 2008)
- 31. Oktober: Illinois Jacquet, US-amerikanischer Jazzmusiker († 2004)
- 02. November: Norbert Artner, österreichischer Komponist und Musikpädagoge († 1971)
- 02. November: Regina Kuperberg, polnische jüdische Musikerin und Holocaustüberlebende († unbekannt)
- 04. November: Ralph Earl Sutton, US-amerikanischer Musiker († 2001)
- 05. November: Serge Lancen, französischer Komponist und Musiker († 2005)
- 05. November: Václav Lídl, tschechischer Komponist († 2004)
- 07. November: Ernesto Duarte Brito, kubanischer Pianist, Komponist und Bandleader († 1988)
- 09. November: Dorothy Dandridge, US-amerikanische Schauspielerin und Sängerin († 1965)
- 09. November: Luise Vosgerchian, US-amerikanische Pianistin und Musikpädagogin († 2000)
- 13. November: Mildred Goodman, kanadische Violinistin († 2017)
- 22. November: Fikrät Ämirov, aserbaidschanischer Komponist († 1984)
- 24. November: Bruce Hungerford, australischer klassischer Pianist († 1977)
- 24. November: Gerhard Seitz, deutscher Konzertmeister († 2020)
- 25. November: Frauke Haasemann, deutsche Sängerin und Hochschullehrerin für Chorleitung († 1991)
- 02. Dezember: Teddy Martin, französischer Jazzmusiker (Schlagzeug, Geige) († 2019)
- 03. Dezember: Bill Allen, US-amerikanischer Radio-Discjockey († 1997)
- 03. Dezember: Muriel Millard, kanadische Schauspielerin, Sängerin, Tänzerin und Malerin († 2014)
- 04. Dezember: Luis Benjamín, puerto-ricanischer Pianist († 1988)
- 04. Dezember: Eva Bernáthová, tschechische Pianistin († 2019)
- 06. Dezember: Ernst Pfiffner, Schweizer Komponist, Organist und Dirigent († 2011)
- 08. Dezember: Jean Ritchie, US-amerikanische Singer-Songwriterin († 2015)
- 08. Dezember: Sol Yaged, US-amerikanischer Jazz-Klarinettist († 2019)
- 11. Dezember: Grigoris Bithikotsis, griechischer Sänger († 2005)
- 13. Dezember: Robert Veyron-Lacroix, französischer Cembalist und Pianist († 1991)
- 18. Dezember: Illo Schieder, deutsche Schlagersängerin († 2004)
- 20. Dezember: Juliette Bise, Schweizer Solistin († 2011)
- 20. Dezember: Berta Dovidova, sowjetisch-usbekische Sängerin (Sopran) und Musikpädagogin († 2007)
- 20. Dezember: Walter Eichenberg, deutscher Komponist und Musiker († 2018)
- 20. Dezember: Sigurður Jónsson, isländischer Schwimmer und Musiker († 2019)
- 23. Dezember: Micheline Ostermeyer, französische Leichtathletin und Pianistin († 2001)
- 29. Dezember: Rose Lee Maphis, US-amerikanische Country-Musikerin († 2021)
- 30. Dezember: Al Fiore, US-amerikanischer Mundharmonikaspieler († 1996)

### Genaues Geburtsdatum unbekannt
- Kâmran Aziz, türkisch-zyprische Musikerin und Apothekerin († 2017)
- William J. Ballard, US-amerikanischer Chorleiter, Musikpädagoge und -wissenschaftler († 2006)
- Erika Blumberger, deutsche Sängerin, Schauspielerin und Hörspielsprecherin († 2018)
- Emilio Gálvez, mexikanischer Sänger und Geiger († 1991)
- Boghos Gelalian, armenischer Pianist, Komponist und Musikpädagoge († 2011)
- Halla Huhm, koreanische Tänzerin und Tanzpädagogin († 1994)
- Joyce F. Johnson, US-amerikanische Organistin und Pianistin
- Kurt Kaiser, deutscher Pianist, Fagottist und Arrangeur
- Amanat Ali Khan, pakistanischer Sänger und Komponist († 1974)

## Gestorben

### Todesdatum gesichert
- 07. Januar: Karl Giesen, deutscher Sänger (* 1871)
- 07. Januar: Antonio Scontrino, italienischer Komponist (* 1850)

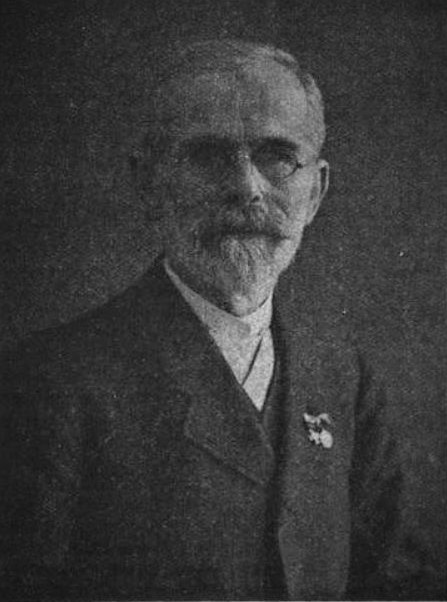
Wilhelm Rühlmann; † 8. Januar

- 08. Januar: Wilhelm Rühlmann, deutscher Orgelbauer (* 1842)
- 10. Januar: Mieczyslaw Jaronski, polnischer Violinvirtuose und Lehrer (* 1862)

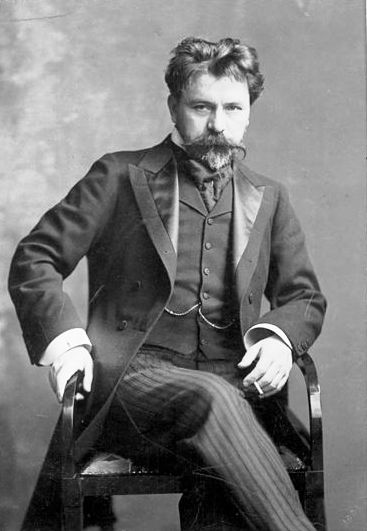
Arthur Nikisch; † 23. Januar

- 23. Januar: Arthur Nikisch, ungarischer Dirigent (* 1855)
- 23. Februar: Georg Anthes, deutscher Geiger, Opernsänger und Theaterregisseur (* 1863)
- 04. März: Bert Williams, afroamerikanischer Schauspieler, Sänger, Entertainer und Songwriter (* 1874)
- 10. März: Hans Sitt, deutscher Komponist (* 1850)
- 10. März: Mathias Burkhard, deutscher Orgelbauer (* 1838)
- 12. April: František Ondříček, tschechischer Geiger und Komponist (* 1857)
- 05. Juni: Lillian Russell, US-amerikanische Sängerin (* 1861)
- 24. Juli: Elise Wiedermann, österreichisch-australische Sängerin und Kunstförderin (* 1851)
- 25. Juli: Jaroslaw de Zielinski, US-amerikanischer Pianist, Organist, Chorleiter, Musikpädagoge und Komponist (* 1847)
- 01. August: Václav Juda Novotný, tschechischer Komponist, Musikschriftsteller und Musikkritiker (* 1849)
- 27. August: Carl Fuchs, deutscher Pianist, Organist und Musikwissenschaftler (* 1838)
- 09. September: Johannes Messchaert, niederländischer Sänger und Gesangspädagoge (* 1857)
- 10. September: Árpád Szendy, ungarischer Komponist (* 1863)
- 11. September: Louis Adolphe Coerne, US-amerikanischer Komponist (* 1870)
- 19. September: Ion Scărlătescu, rumänischer Pianist, Komponist, Musikpädagoge und Schriftsteller (* 1872)
- 22. September: Charles Santley, englischer Opern- und Oratoriensänger (* 1834)
- 07. Oktober: Marie Lloyd, britische Sängerin und Unterhaltungskünstlerin (* 1870)
- 18. Oktober: Ellsworth Duquette, kanadischer Sänger (* 1862)
- 26. Oktober: Anton Franck, deutscher Opernsänger (* 1865)
- 29. Oktober: Loren McMurray, US-amerikanischer Jazzmusiker (Altsaxophon, Klarinette) (* 1897)
- 14. November: Stanislao Falchi, italienischer Komponist und Musikpädagoge (* 1851)

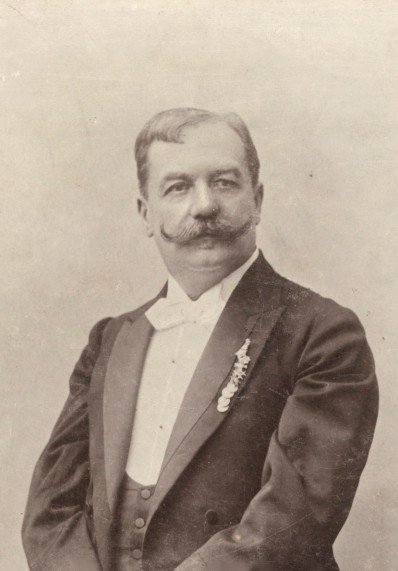
Carl Michael Ziehrer; † 14. November

- 14. November: Carl Michael Ziehrer, österreichischer Komponist (* 1843)
- 15. Dezember: Marie Goetze, deutsche Opernsängerin (* 1865)
- 17. Dezember: Albert Maria Eibenschütz, deutscher Pianist and Komponist (* 1857)
- 30. Dezember: Richard Zeckwer, US-amerikanischer Komponist (* 1850)

### Genaues Todesdatum unbekannt
- Wilhelm Ferch, rumäniendeutscher Komponist und Chorleiter (* 1881)
- Victor Piaggio, argentinischer Dirigent und Musikpädagoge (* 1864)
- Conrad Schmeidler, deutscher Pianist, Komponist und Musiklehrer in München und Dresden (* 1847)
- Jesús María Suárez, venezolanischer Pianist, Komponist und Musikpädagoge (* 1845)

### Gestorben nach 1922
- Pancracio Loureiro d’Abbadia, brasilianischer Musiker (* vor 1900)